# 賴阿特阿島
賴阿特阿島（Raiatea、；舊名Hava'i、Ioretea）是南太平洋法屬波利尼西亞的環礁，屬於背風群島的一部分，位於大溪地西北約220公里，長20公里、寬14公里，面積194平方公里，最高點海拔高度1,032米，2007年人口12,024。
島上東南部塔普塔普阿泰的毛利集會中心（Taputapuātea marae）遺址，於2017年7月9日被登錄於聯合國教科文組織世界文化遺產名錄中，成為第43個被列入法國世界遺產名錄的文化與自然景觀。

## 相片集

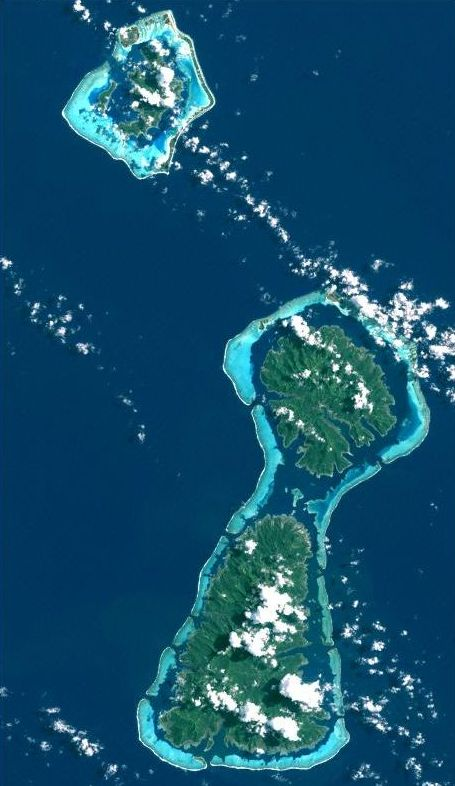
上：波拉波拉島 中偏右：塔哈島 下：賴阿特阿島
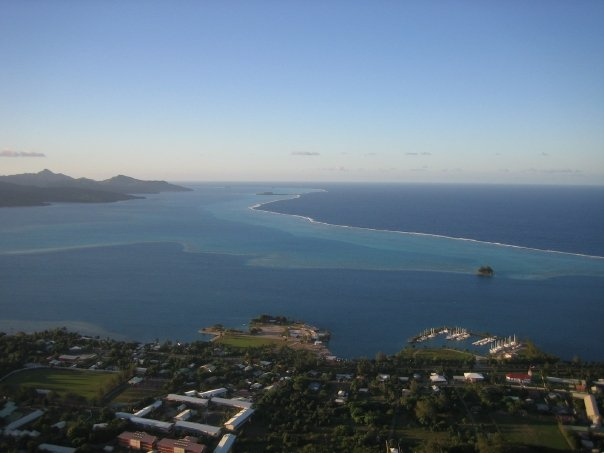
首府乌图罗阿的一部分：高中，碼頭和體育場。
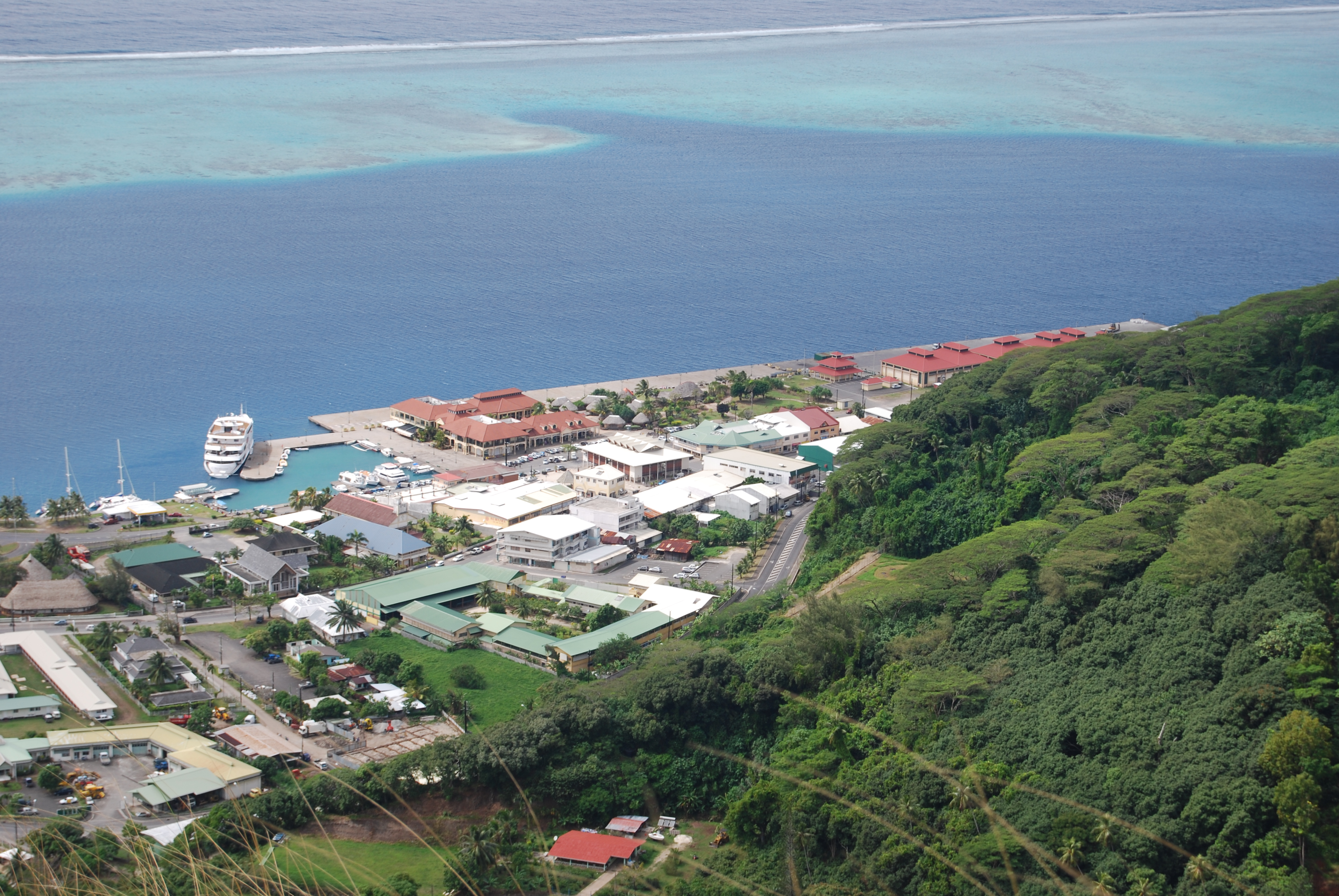
首府乌图罗阿港口
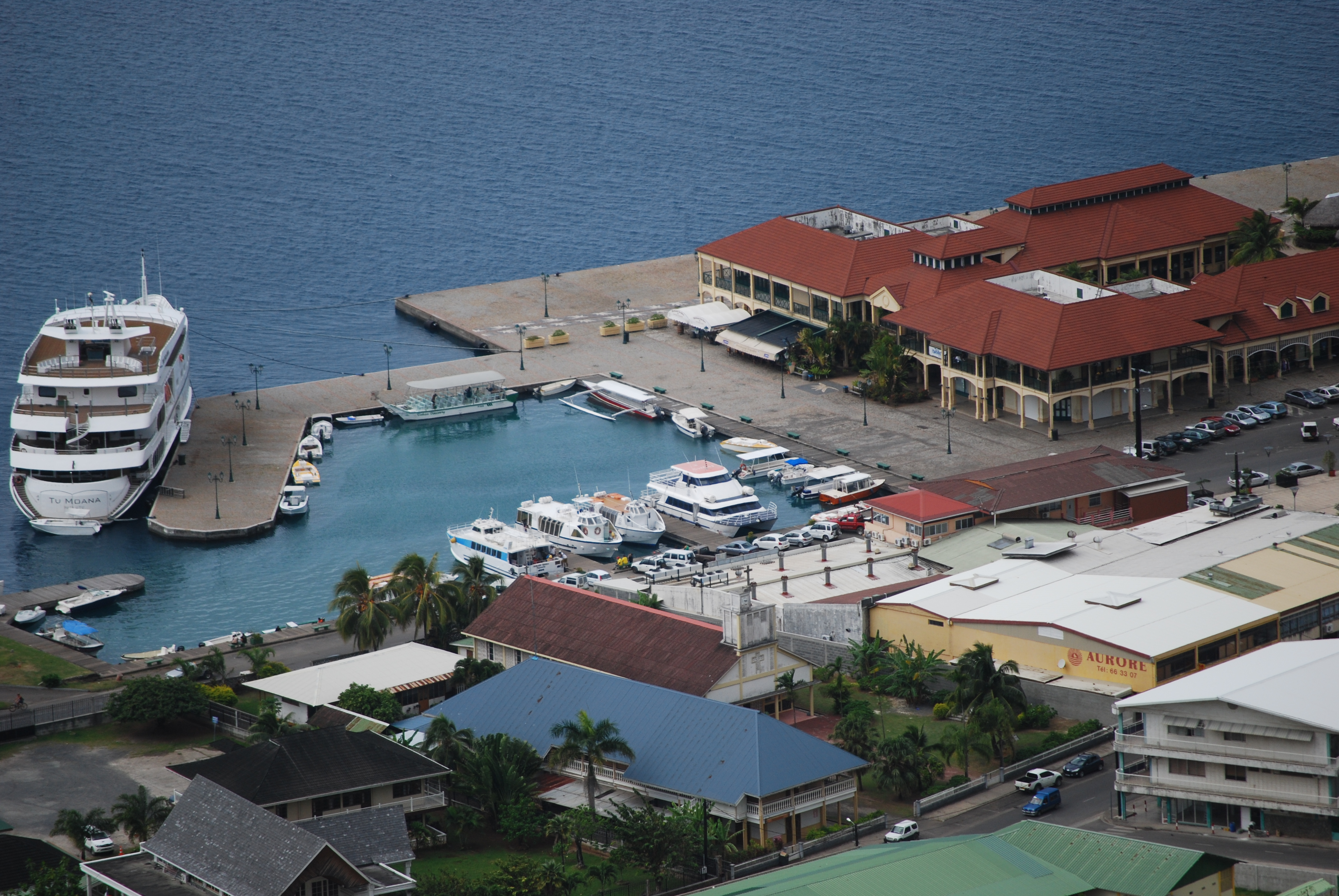
首府乌图罗阿港口
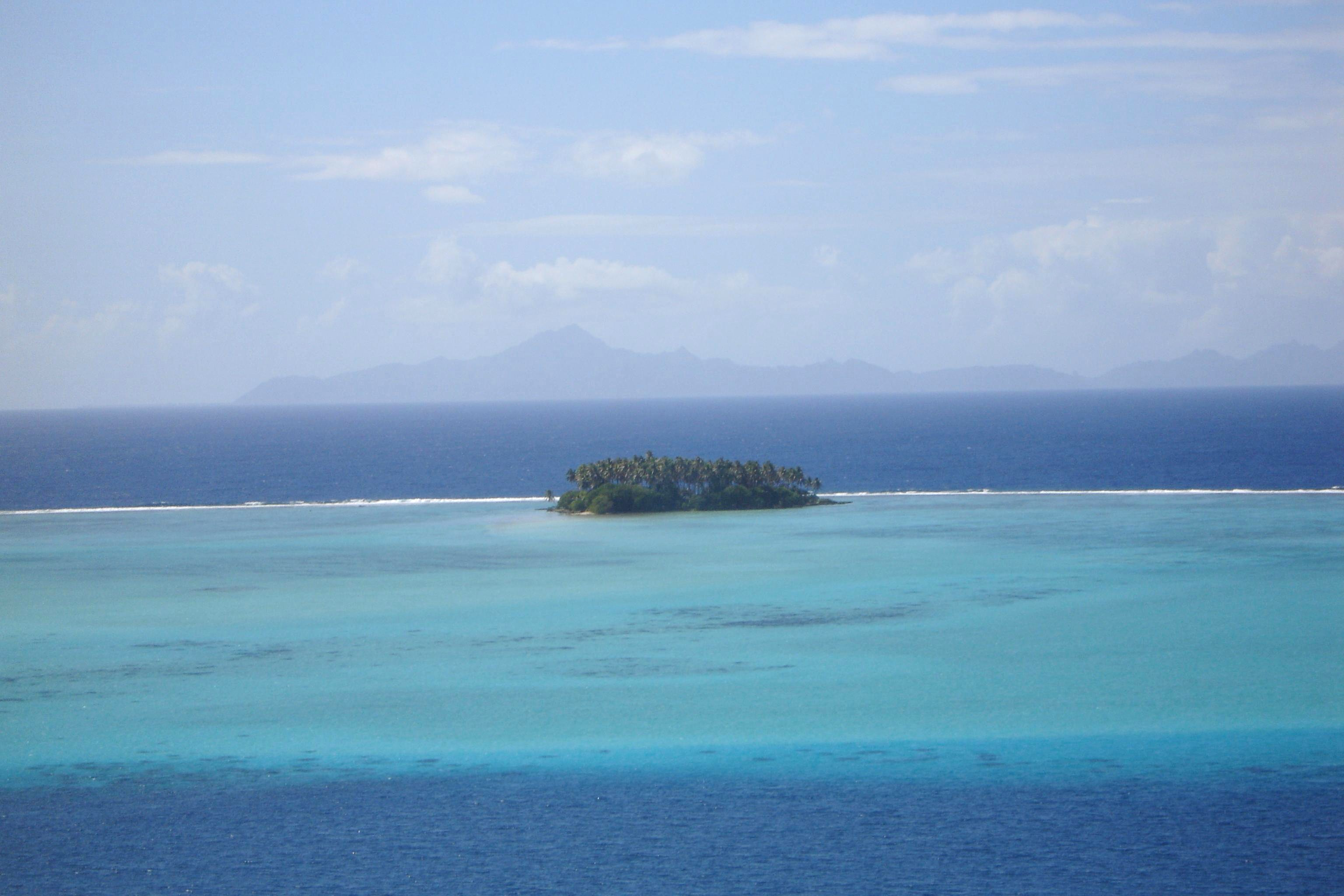
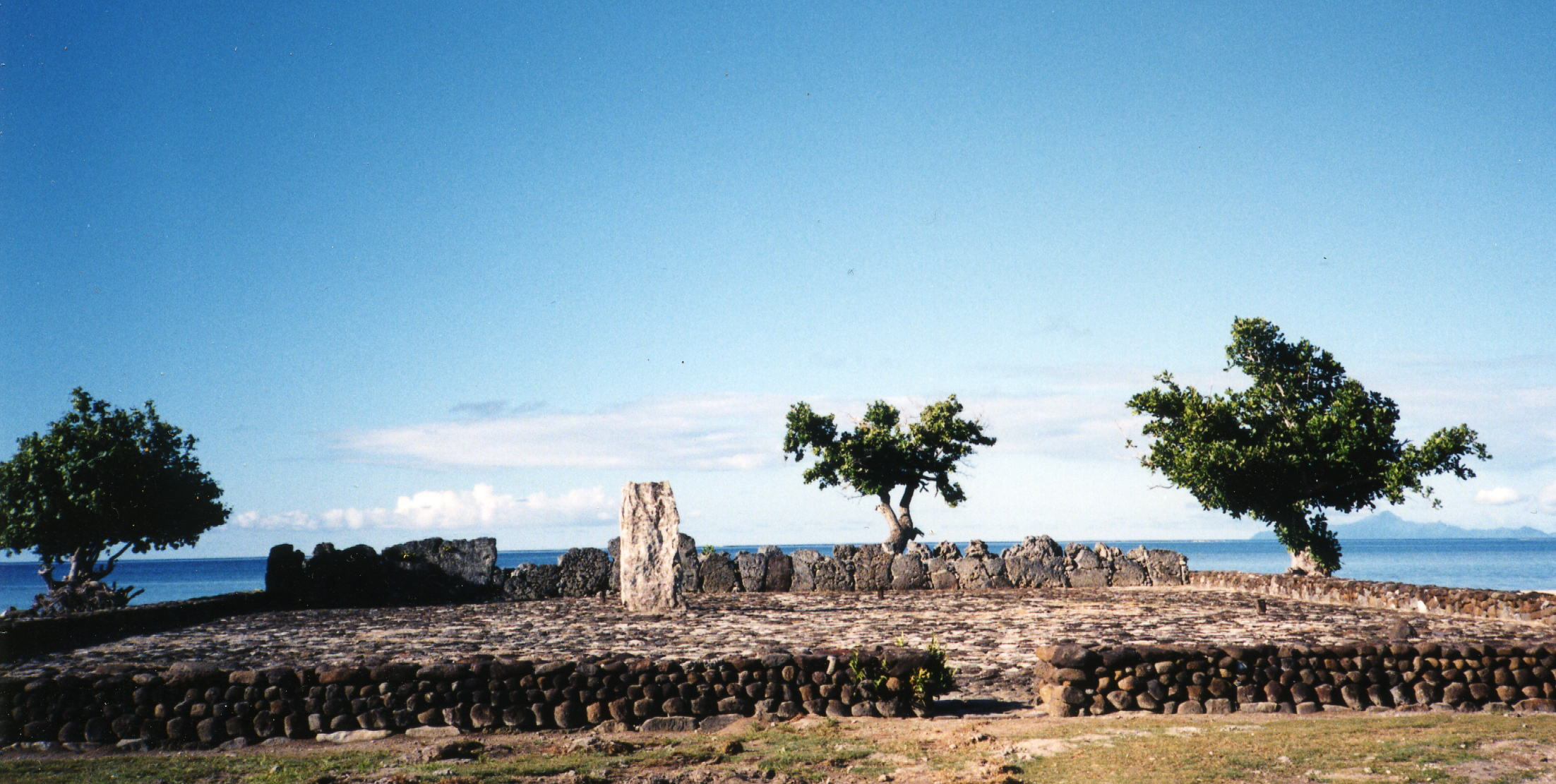
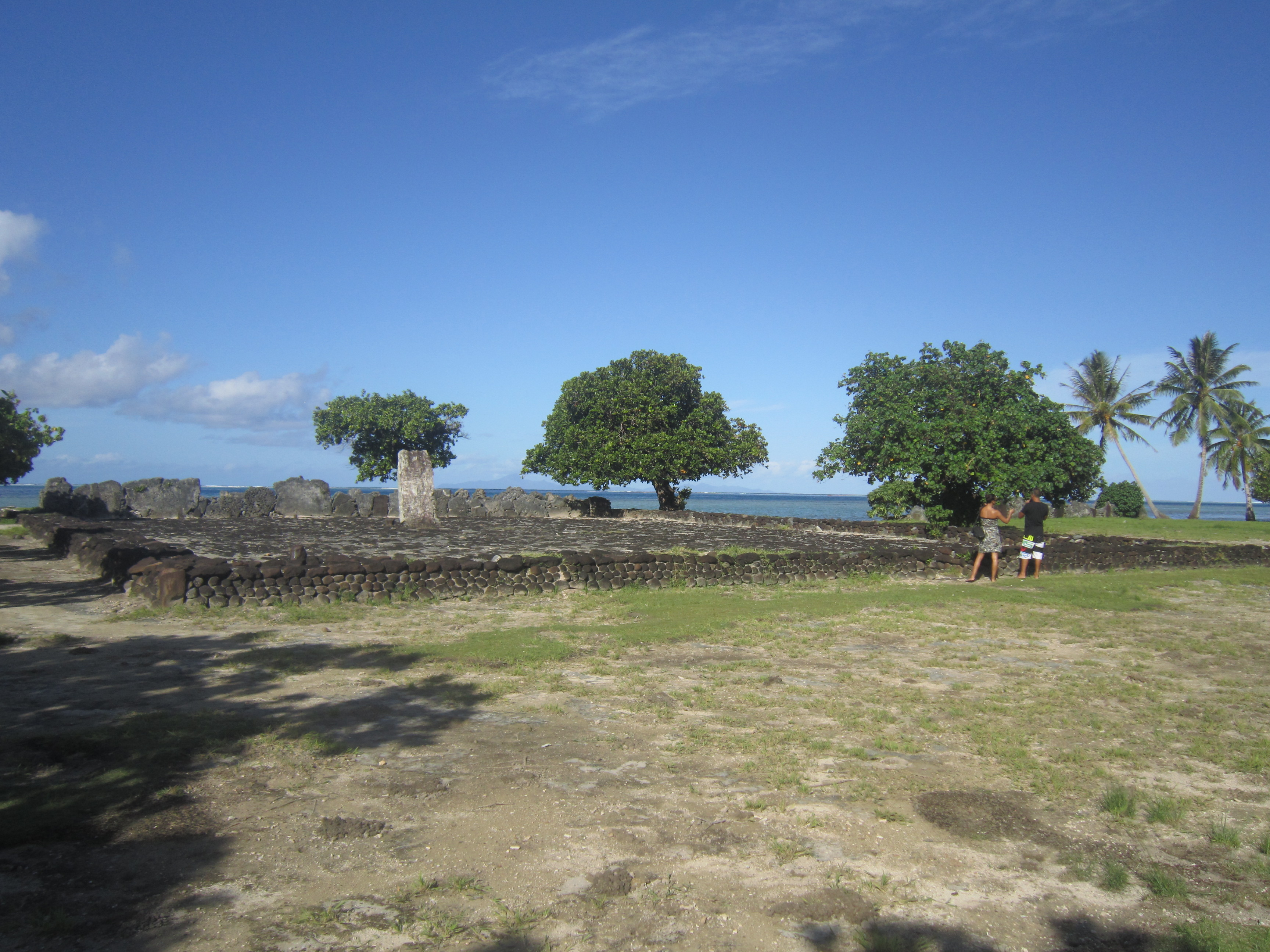
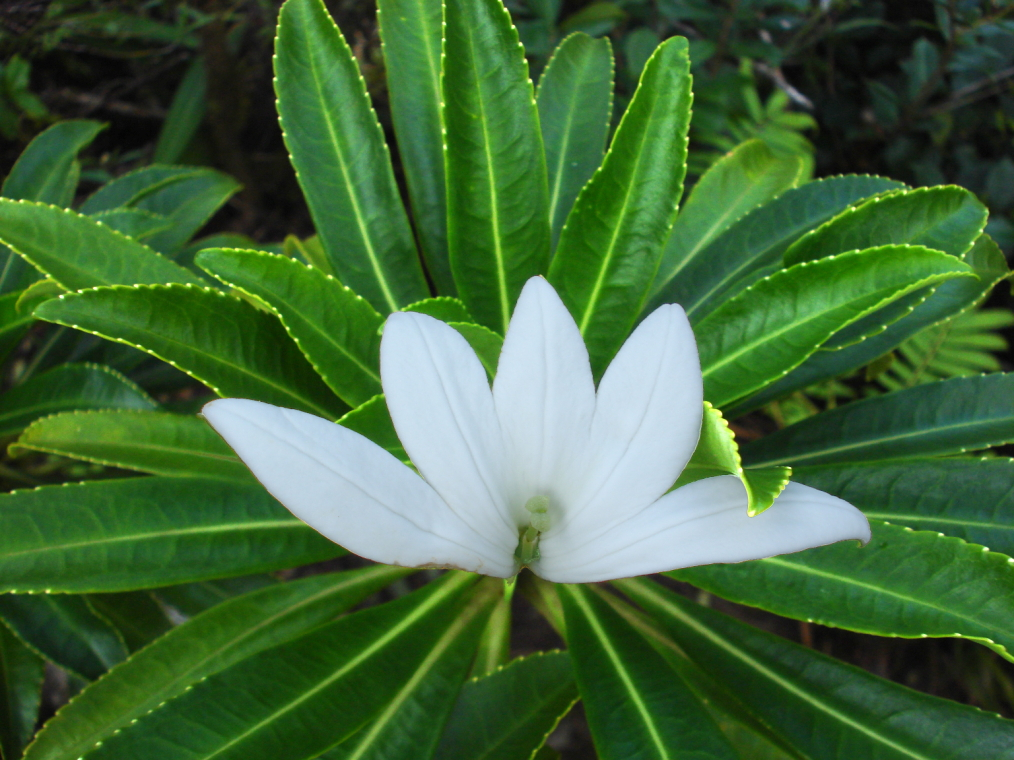
Tiare Apetahi（法语：Tiare Apetahi），當地特有灌木種桔梗科品種。